# Амінта I (індо-грецький цар)
Амінта I Нікатор (Переможець) (дав.-гр. Ἀμύντας ὁ Νικάτωρ, д/н — бл. 90 до н. е.) — індо-грецький цар в Арахозії та Гандхарі у 95 до н. е.—90 до н. е..

## Життєпис
Походження Амінти I достеменно не виявлено: частина вчених вважає його спадкоємцем Менандра I, інші — Антіалкіда I. Панував у 95-90 роках до н. е. (за іншою версією — 80-65 роках до н. е.). Можливо його володарювання поділялося на декілька частин: спочатку панував в Арахозії після смерті царя Філоксена I, став боротися проти інших індо-грецьких царів — Діомеда I та Епандра.
Є версія, що був повалений у 90 році до н. е. Геліоклом II, після смерті останнього у 80 році до н. е. знову посів трон. Ймовірно вів війни з саками або посів трон за допомогою саків. Йому спадкував Певколай.
З діяльності цього царя відомі лише монети: срібні й бронзові. Перші є двомовними (давньогрецькою та кхароштхі) з зображенням Зевса або Афіни. Бронзові монети зображують Зевса-Мітру з фригійським ковпаком, а Афіна — з буддійським жестом вітарка мудра (вказівний і великий пальці правої руки з'єднані, решта — випрямлені). За формою наслідують аттичний стандарт, є одними з найбільших елліністичних монет — вагою 85 г.